# Vladimír Borecký

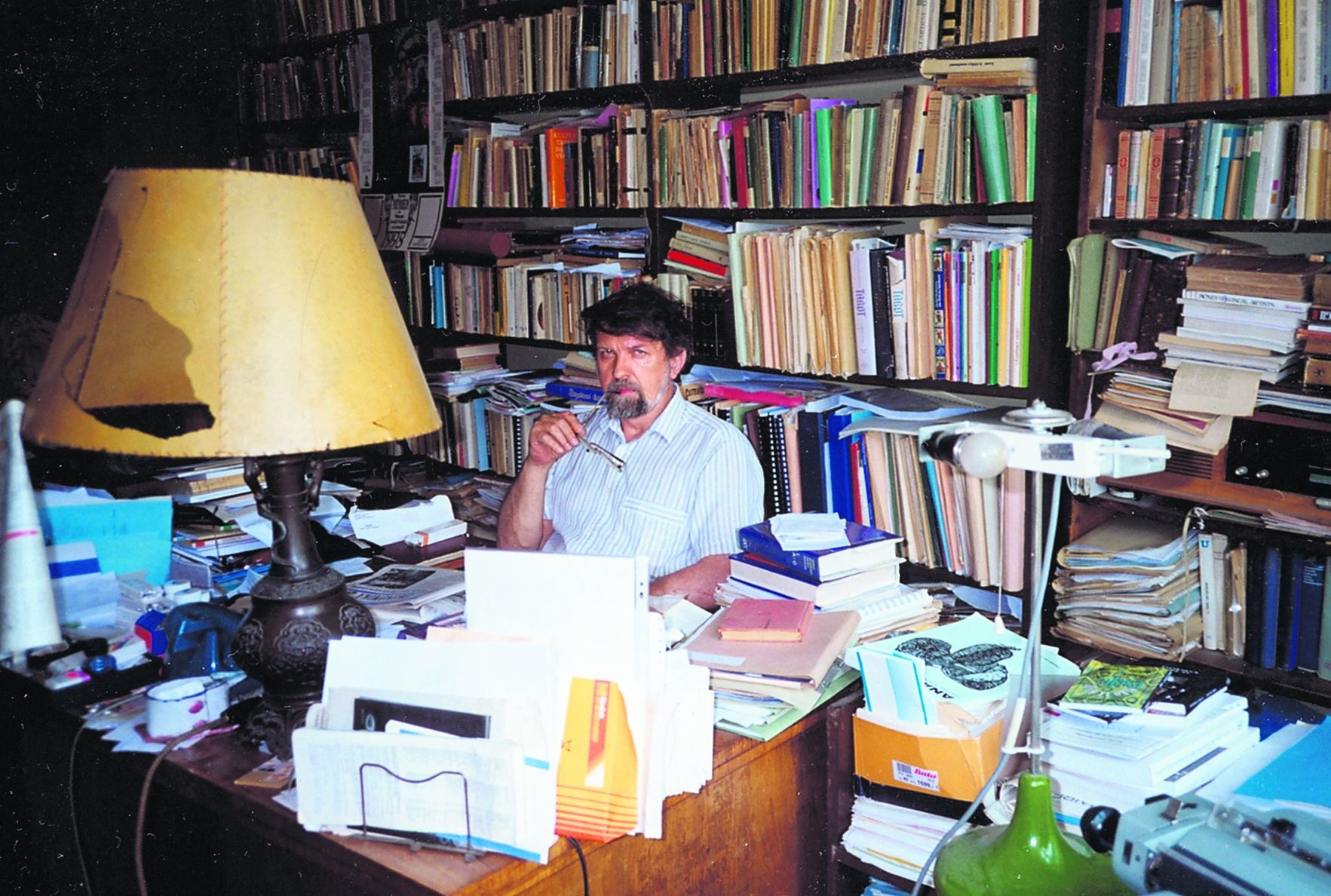
Vladimír Borecký

Vladimír Borecký (* 6. Dezember 1941 in Prag; † 6. Februar 2009) war ein tschechischer Philosoph und Psychologe. Er war Dozent am Lehrstuhl für Kulturologie an der philosophischen Fakultät der Karls-Universität in Prag.

## Leben
Borecký legte das Abitur 1959 am La-Guardiov-Gymnasium in Prag ab, war anschließend als Arbeiter tätig und 1962 bis 1970 als Feuerwehrmann.
Er studierte ab 1965 an der philosophischen Fakultät der Karls-Universität Philosophie und Psychologie. 1970 wurde er als Klinikpsychologe am „Thomayer Krankenhaus“ eingestellt, in dem er bis 1990 tätig war. 1975 schloss er ein Fernstudium der Psychologie ab und wurde 1977 promoviert. Ab 1991 war er als Fachassistent am Lehrstuhl für Kulturologie der Karls-Universität beschäftigt.
Seine Dissertation, die er bei Jan Patočka erbrachte, widmete er epistemologischen Psychoanalyse von Gaston Bachelard. In seinen weiteren wissenschaftlichen Untersuchungen beschäftigt er sich mit den Problemen im Bereich des Spiels (Technik des Universums, Psychodrama, Kartomanie) der Komik (Tribalismus, Klubismus, Tischgesellschaft) und des Ludismus. Später richtet er sein Untersuchungsfeld auf die Wurzeln der tschechischen Psychotherapie aus und beschäftigt sich unter anderem mit Karel Slavoj Amerling, Jan Šimsa, Vilém Forster, Bohuslav Brouk  und Jaroslav Stuchlík. Philosophische Ausrichtung seiner Untersuchungen richtet sich auf die Fachgebiete Phänomenologie und Archetypen-Psychologie von Carl Gustav Jung. Daneben beschäftigt er sich mit der französischen Schule des figuralen Strukturalismus von Bachelard in Verbindung mit der phänomenologischen Imagination von Gilbert Durand.

## Werke
- Světy hraček, 1982
- Jaroslav Stuchlík (Coautor Jan Vymětal), 1985
- K počátkům psychoterapie v Čechách, 1987
- Vykládací mystické karty Josefa Váchala, 1995
- Imaginace a kultura, 1996
- Zrcadlo obzvláštního (Z našich mašíblů), 1997
- Odvrácená tvář humoru, 1997

| Personendaten    | Personendaten                          |
| ---------------- | -------------------------------------- |
| NAME             | Borecký, Vladimír                      |
| KURZBESCHREIBUNG | tschechischer Philosoph und Psychologe |
| GEBURTSDATUM     | 6. Dezember 1941                       |
| GEBURTSORT       | Prag                                   |
| STERBEDATUM      | 6. Februar 2009                        |